# 名寄警察署

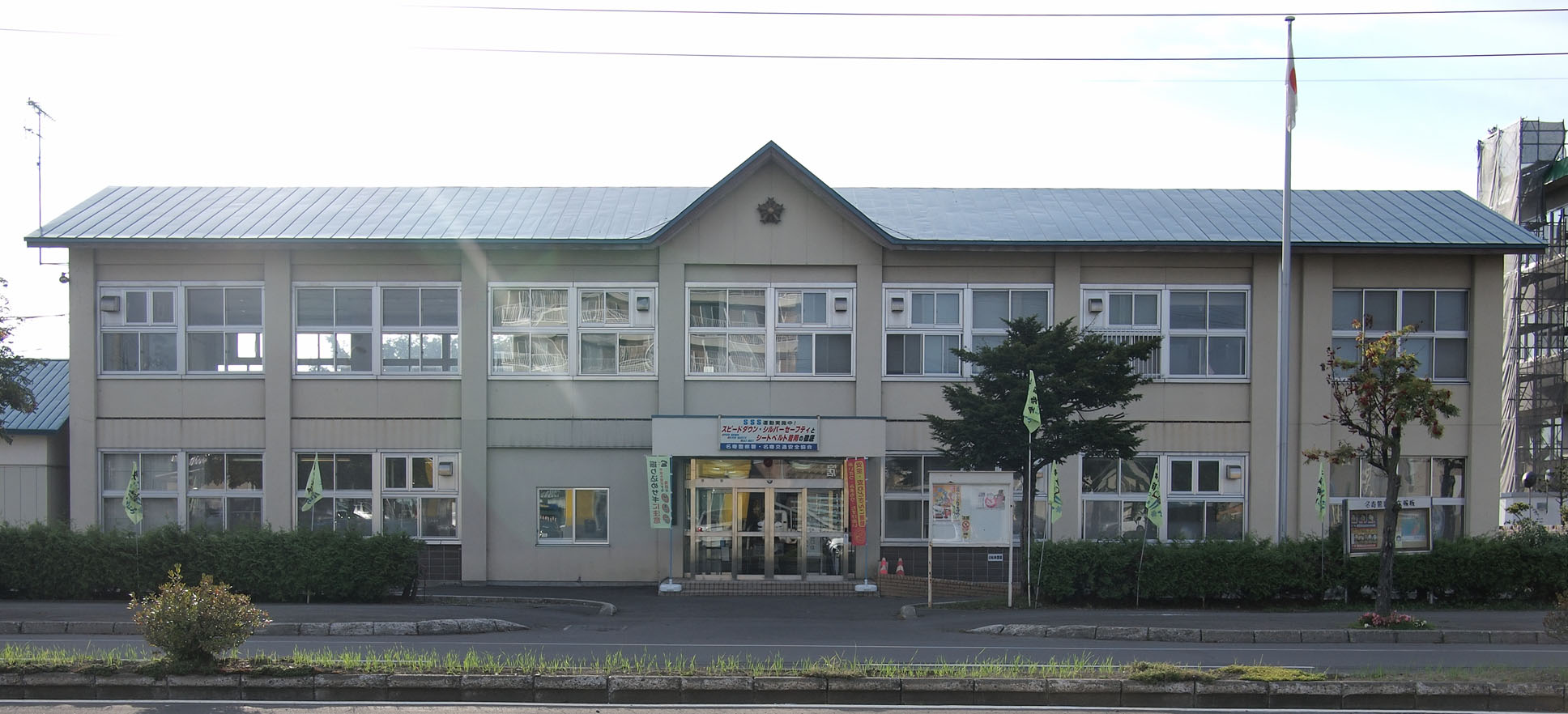
旧庁舎（2010年9月）

名寄警察署（なよろけいさつしょ）は、北海道警察旭川方面本部が管轄する警察署の一つである。

## 管轄地域
- 名寄市
- 上川郡下川町
- 中川郡
  - 美深町
  - 中川町
  - 音威子府村

## 沿革
- 1907年（明治40年）3月 - 旭川警察署名寄分署となる。
- 1921年（大正10年）9月 - 名寄警察署に昇格。
- 1948年（昭和23年）3月 - 警察法施行に伴い国家地方警察署名寄地区警察署と自治体警察名寄町警察署に分離発足。
- 1951年（昭和26年）10月 - 警察法改正に伴い名寄町警察署を廃止して名寄警察署に統合。
- 1954年（昭和29年）7月 - 警察法の一部改正により、北海道旭川方面名寄警察署となる。
- 2020年（令和2年）
  - 2月20日 - 名寄警察署新庁舎の落成式を挙行する[1]。
  - 2月25日 - 新庁舎に移転し、業務を開始する[2]。
  - 4月1日 - 美深警察署と統合。美深警察署は名寄警察署美深警察庁舎となる[3]。

## 組織
組織
- 署長（警視）
- 副署長
- 警務課（警務係、犯罪被害者支援係、相談係、管理係）
- 会計課（会計係）
- 刑事課（刑事係）
- 生活安全課（生活安全係）
- 地域課（地域係、自動車警ら係：美深警察庁舎に配置）
- 交通課（交通係）
- 警備係

## 警察庁舎・交番・駐在所
括弧内は所在地を表す。

### 名寄市
- 西四条北交番（名寄市西4条北3丁目）
- 西五条南交番（名寄市西5条南7丁目21）
- 智恵文駐在所（名寄市字智恵文11線北3）
- 風連駐在所（名寄市風連本町5-1）
- 風連旭駐在所（名寄市風連町字旭2461）

### 下川町
- 下川駐在所（上川郡下川町西町217）

### 中川町
- 中川駐在所（中川郡中川町字中川237-4）
- 佐久駐在所（中川郡中川町字佐久163）

### 美深町
- 美深警察庁舎（中川郡美深町字敷島98）
- 美深駅前交番（中川郡美深町字東3条南1丁目7-1）
- 恩根内駐在所（中川郡美深町字恩根内91-45）

### 音威子府村
- 音威子府駐在所（中川郡音威子府村字音威子府437）

## 美深警察庁舎
名寄警察署 美深警察庁舎（なよろけいさつしょ びふかけいさつちょうしゃ）は、名寄警察署管内の分庁舎。

### 概要
2020年4月1日、名寄警察署と美深警察署の統合に伴い、現在地に新築・移転し、運用を開始。
24時間3交替制でパトロール活動等にあたる自動車警ら係が配置されている。